# Carlo Piantoni
Carlo Piantoni (Terni, 2 settembre 1925 – Roma, 4 dicembre 2009) è stato un insegnante italiano.

## Biografia
Carlo Piantoni nasce a Terni il 2 settembre 1925. Nel dopoguerra, inizia a insegnare in un villaggio dell’Umbria, questa rappresenta per lui una preziosa esperienza umana. L’anno dopo passa a Guadamello nel ’49 e l'anno successivo arriva al posto di ruolo a Grottamurella. Luigi Volpicelli, titolare della cattedra di Pedagogia presso l’Università di Roma ''La Sapienza'', indica il maestro a Mario Mazza e a Vittorino Chizzolini, del gruppo pedagogico di Brescia, che lo invitano al Convegno di Pietralba dove viene arruolato tra i maestri sperimentatori.
Si apre così un percorso tutto in salita, che lo porterà fino all’insegnamento universitario. Nel 1954 viene trasferito a San Vito di Narni, dove già risiedeva con la famiglia. Nel 1957 Volpicelli lo inserisce tra i soci fondatori dell’Associazione Nazionale per l’Educazione Artistica. Nel 1960, Piantoni si trasferisce a Roma dove, nella stagione 1961-'62, tiene settanta lezioni al secondo corso televisivo, dedicato all'istruzione popolare, della rubrica Non è mai troppo tardi, alternandosi con il corso per gli analfabeti a cura di Alberto Manzi. Dopo la breve parentesi di insegnamento in una borgata romana, viene chiamato al Centro Didattico Nazionale per la scuola Elementare per occuparsi del settore dell’educazione espressiva.
Nel 1969, l’UNESCO lo inserisce nel Gruppo di Studio e Ricerca per la promozione dell’educazione artistica in Italia. Successivamente, dopo sette anni di permanenza al Centro Didattico, si fa distaccare in una scuola speciale dove guida una sperimentazione per il recupero dei ragazzi con handicap attraverso i linguaggi non verbali. Nel 1973 consegue la laurea in pedagogia con il massimo dei voti e nel 1975 partecipa alla tavola rotonda Tecnologie educative e apprendimento nella Scuola Materna organizzata a Venezia dalla Biennale. 
Nel 1976, affronta l’esperienza della direzione didattica a Narni Scalo, ma l’Università lo reclama a Roma per coinvolgerlo nella realizzazione dei programmi di ricerca nel settore dell’istruzione primaria. Nel 1977 rappresenta l’Italia a Varsavia al Congresso mondiale dell’OMEP dove la sua relazione sul tema della creatività è una delle tre scelte per la sessione generale. Trova inoltre il tempo per collaborare con il prof. Laeng al reperimento del materiale per il Museo Storico della Didattica, istituito presso l'Università di Roma Tre. Nell’83 ottiene la candidatura per la presidenza dell’INSEA. Viene chiamato a far parte della Commissione per i Nuovi programmi per la Scuola Elementare, dove ha un ruolo decisivo nella redazione del testo dedicato all’educazione all’immagine. Muore a Roma nel 2009.

## Opere principali
- Il gioco drammatico, Roma, Armando, 1967
- L' esperienza didattica del disegno, Brescia, La Scuola Editrice, 1968
- Le attività espressive, Brescia, La scuola, 1974
- La pittura su metallo, Brescia, La Scuola, 1975
- La stampa con le patate, Brescia, La Scuola, 1975
- 72 tecniche per le attività espressive, Brescia, La scuola, 1977
- Linoleografia a colori, Brescia, La Scuola, 1977
- Ambiente da salvare: didattica dei beni culturali, Presentazione di Antonio Cederna, Roma, Armando, 1986
- Espressione comunicazione handicap: modelli pedagogici e didattici per l'integrazione scolastica e sociale, Brescia, La scuola, 1994
- La memoria e l'immagine: 16 percorsi didattici, Roma, Armando, 1997